# 小林丑三郎

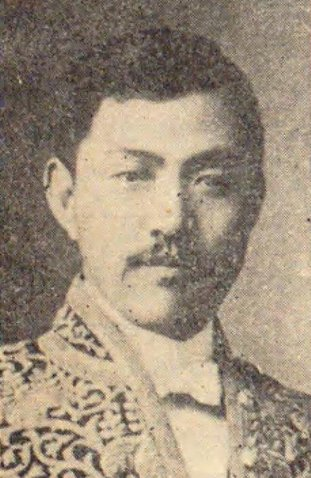
小林丑三郎

小林丑三郎（1866年11月17日—1930年1月16日，日语：／ Kobayashi Ushisaburo */?），日本上野國（今群馬縣）人，政治人物、實業家、經濟學家，曾在東京帝國大學、明治大學、中央大學講授經濟學。

## 生平
小林丑三郎在慶應二年（1866年）和曆六月十二日出生於上野國邑樂郡小泉村（今群馬縣邑樂郡大泉町），為小林慶次的二男。1894年畢業於東京帝國大學法科大學，獲取法學士學位，後進入大藏省工作。1896年12月22日擔任法制局參事官，1898年擔任法制局書記官，1899年7月28日赴臺灣視察。1907年擔任臺灣總督府財務局長、臺灣銀行株式會社監理官及臺灣總督府律令審議會員，同年獲授法學博士學位。1908年擔任臺灣中央衛生會委員，後前往歐美各國視察，1909年回國。1910年辭官，同年8月擔任日本製鋼所取締役。
1915年3月參加第12屆眾議院議員總選舉，結果當選。1917年9月17日擔任海外駐箚財務官，因此前往中華民國任職。1919年擔任專修大學經濟學部長，後歷任明治大學政治經濟學部長、共同生命保險株式會社監查役、明治大學教頭、專修大學教授、理事及學監、日本大學講師、海軍經理學校囑託教授等職，1930年1月16日過世，享年65歲。

## 著作
著有《比較財政學》、《財政整理論》、《庶民金融論》、《日本財政論》、《國家財政史》等書。

## 榮典
- 1918年9月29日 - 旭日中綬章[12]
- 1930年1月16日 - 帝都復興記念章（日语：帝都復興記念章）[13]